# Square Louis-Gentil
Le square Louis-Gentil est une voie privée située dans le quartier du Bel-Air du 12e arrondissement de Paris.

## Situation et accès
Le square Louis-Gentil est accessible à proximité par la ligne de métro 8 à la station Porte Dorée et par la ligne 3a du tramway d'Île-de-France à l'arrêt Porte Dorée.

## Origine du nom
Ce square porte le nom de Louis Émile Gentil (1868-1925), géologue français actif dans l'Atlas marocain, en raison de sa proximité avec le Musée des colonies créé dans les années 1930 dans le cadre de l'exposition coloniale de 1931.

## Historique
Cette voie privée est ouverte en janvier sur l'emplacement du bastion no 5 de l'enceinte de Thiers en place de La Zone et prend immédiatement son nom actuel. 

## Bâtiments remarquables et lieux de mémoire
- Le square donne accès aux habitations à bon marché (HBM) qui l'entourent et qui furent construites en même temps que la voie entre la rue Joseph-Chailley et l'avenue du Général-Dodds et plus généralement dans le secteur de la porte Dorée au milieu des années 1930.